# فندق مانيلا
فندق مانيلا هو فندق يضم 570 غرفة، يتوضع الفندق التاريخي ذو التصنيف الخمس نجوم على طول خليج مانيلا في مانيلا، الفلبين.إن الفندق هو أقدم فندق تم افتتاحه في الفلبين وتم بناءه في عام 1909 لمنافسة قصر مالاكاننغ، المقر الرسمي لرئيس الفلبين وافتتح في ذكرى الاستقلال الأميركي في 4 يوليو 1912. تم بناء المجمع الفندقي على منطقة مستصلحة تبلغ مساحتها 35,000 متر مربع (380,000 قدم مربع) في نهاية شمال غرب ريزال بارك على طول طريق بونيفاسيو في ارميتا. وقد كان الطابق الأخير فيه مقر إقامة الجنرال دوغلاس ماك آرثر خلال فترة توليه منصب المستشار العسكري للكومنولث الفلبينية 1935-1941.يحتوي الفندق على العديد من مكاتب وكالات الأنباء الأجنبية، بما في ذلك صحيفة نيويورك تايمز. وقد استضاف العديد الأشخاص المهمين والمشاهير من العالم بما في ذلك المؤلفين إرنست همنغواي وجيمس أ. ميشنر. الممثلين مثل دوغلاس فيربانكس جونيور وجون واين. الناشر هنري لوس، الفنانين سامي ديفيس جونيور ومايكل جاكسون وفرقة البيتلز. بالإضافة إلى الرئيس الأمريكي جون كينيدي، رئيس الوزراء السير أنطوني إيدن، وغيرهم من زعماء العالم.
برج الفندق، الذي بني كجزء من تحديث وتوسع الفندق 1975-1977، تجاوز فندق بلازا الفلبينية (الآن فندق سوفتيل فلبين بلازا) في مدينة باساي. وبقي البرج أطول فندق في منطقة خليج مانيلا.

## لمحة تاريخية
عندما استولت الولايات المتحدة على جزر الفلبين من الإسبان في عام 1898 بعد الحرب الاسبانية الأمريكية، بدأ الرئيس وليام ماكينلي بأمركة المستعمرة الاسبانية السابقة. في عام 1900 عين وليام هوارد تافت لرئاسة اللجنة الفلبينية لتقييم الاحتياجات من الأراضي الجديدة. قرر تافت، الذي أصبح فيما بعد أول حاكم عام مدني في الفلبين، أن مانيلا العاصمة، يجب أن تكون مدينة منظمة. لقد عيّن دانييل هدسون برنهام كمعماري ومخطط للمدينة، الذي كان قد بنى محطة يونيون ومكتب البريد في واشنطن. في مانيلا، كان في ذهن السيد بورنهام تصور عن شارع واسع طويل تصطف على جانبيه الأشجار على طول الخليج، ابتداء من منطقة الحديقة والتي يهيمن عليها الفندق الرائع. لتنفيذ خطط بورنهام، عيّن تافت وليام بارسونز، مهندس معماري من نيويورك، الذي تصور فندقاً رائعاً ومريحاً على غرار فندق كاليفورنيا ولكن أكثر فخامة. كان التصميم الأصلي على شكل حرف H والذي ركز على ضرورة أن تكون الغرف جيدة التهوية على جناحين، وتوفير مناظر رائعة للميناء، اللونيتا وانتراموروس. في الواقع كان الطابق العلوي سطح مشاهدة كبير وكان يستخدم لمختلف المهام، بما في ذلك مشاهدة بخار البحرية الأمريكية في الميناء.

## الأحداث السياسية
على مر السنين، كان فندق مانيلا مسرح الأحداث التاريخية في البلاد. أقيم المؤتمر الدستوري الفلبيني لعام 1970 في جناح فييستا من الفندق يوم 10 نوفمبر. تم حضور المؤتمر من قبل 320 مندوباً لتغيير الدستور الفلبيني الذي كان موجوداً منذ بداية الكومونولث الفلبيني عام 1935.
عقد الحزب السياسي لفرديناند ماركوس مؤتمره في فندق مانيلا قبل الانتخابات الرئاسية فبراير 1986 وألقت كورازون أكينو خطاباً في الفندق والذي كان نقطة تحول في حملتها الانتخابية. انتهى حكم ماركوس في فبراير 1986 بعد ثورة إيبيفانيو ديلوس سانتوس أفينو 1986.